# Los Monegros
Los Monegros (in aragonese: Os Monegros) è una delle 33 comarche dell'Aragona, con una popolazione di 20 397 abitanti; suo capoluogo è Sariñena.
Amministrativamente la comarca è divisa tra la provincia di Saragozza e quella di Huesca. È ubicata nella parte orientale dell'Aragona ad una settantina di chilometri da Saragozza, nella valle dell'Ebro, delimitata dai fiumi Gállego, Ebro e Cinca e dai rilievi montuosi della Sierra de Sangarrén.
Il territorio è per lo più arido e con scarsa vegetazione. L'economia si basa sull'allevamento del bestiame e sui servizi.
La comarca ospita alcuni monasteri e altri monumenti di interesse storico e artistico.